# ロワイヤ
ロワイヤ （Royat）は、フランス、オーヴェルニュ＝ローヌ＝アルプ地域圏、ピュイ＝ド＝ドーム県のコミューン。クレルモン＝フェラン都市圏の一部である。

## 地理
クレルモン＝フェランの南西に位置する。ロワイヤはクレルモン＝フェラン市街を見下ろす高さにあり、シェーヌ・デ・ピュイを構成する花崗岩台地のふもとにある。町はしたがってリマニュ地方に属する。
オルシーヌからティルテーヌ川がロワイヤを流れ、クレルモン＝フェランへ向かう。

### 交通

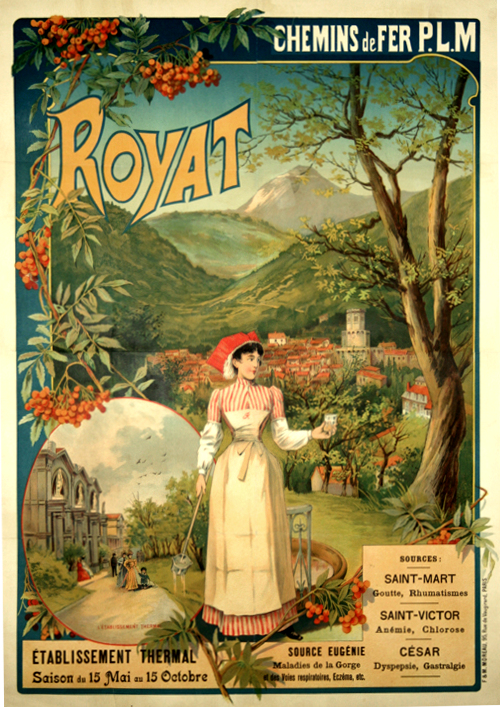
ロワイヤへの旅行を推奨する20世紀初頭のパリ・リヨン地中海鉄道のポスター

隣接するシャマリエールの恩恵によって主要道から離れているため、ロワイヤにはいくつかの県道が交差している。主要道である県道944号線は、ロワイヤの大通りからアラール広場のロータリーに向かい、続けてヴァケズ大通り、そしてアナトール・フランス大通りへ向かい、隣のコミューンであるセイラ方向へ行く。ロワイヤの中心街は北を県道68号線に囲まれる。この道路はクレルモン＝フェランとセイラの間をつなぐ。コミューンの南部では県道5号線が、セイラと境界を接するグラヴノワール地区とをつなぐ。
隣のシャマリエールにフランス国鉄の駅があり、TERオーヴェルニュの路線が停車する。
町の中には、クレルモン自治体間連合の交通局が運営するバス路線がある。

## 由来
ロワイヤの名は、かつてラテン語で以下のように記されてきた。Rubiacum (1147年) ; Rumbiacum (1284年) ; Rubyacum (1337年頃) ; Rubiacensis (1510年) そしてRoyac (1229年) ; Raiac (1286年)である。地名は、ガロ＝ローマ時代の人名RubiusまたはRubbiusに、所有権を示す接尾辞の-acmがついたものである · 。

## 歴史

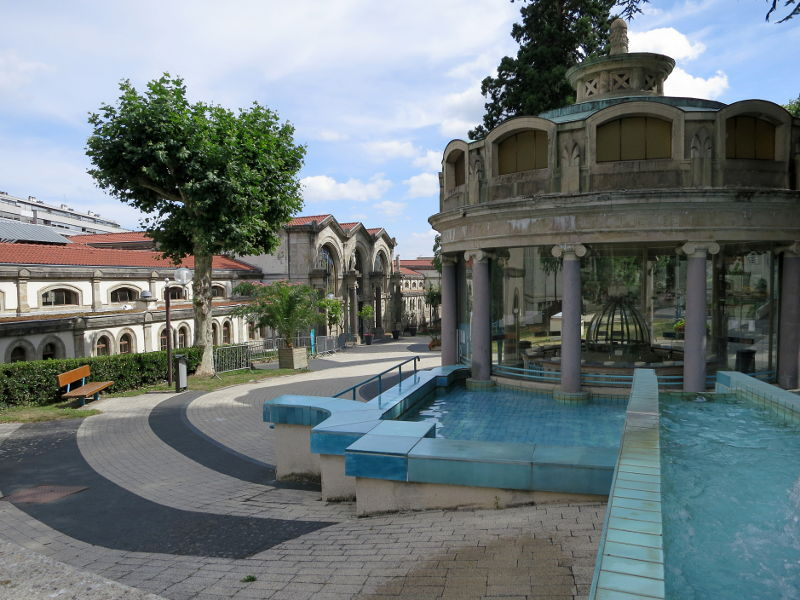
ロワイヤのスパ

コミューンとしてのロワイヤは、シャマリエールが分割された1829年に始まる。
ロワイヤは、ローマ時代に浴場が設置されて以来、主に温泉地として知られている。特にナポレオン3世と皇后ウジェニーがロワイヤの温泉を利用し、町の主要な観光スポットの1つになっている。ロワイヤの温泉は心臓疾患の治療に用いられる。美容上の目的のため二酸化炭素を皮下注射するカルボキシテラピー（fr）の技術は、1930年代にロワイヤで開発された。

## 人口統計
| 1962年 | 1968年 | 1975年 | 1982年 | 1990年 | 1999年 | 2006年 | 2012年 |
| ------ | ------ | ------ | ------ | ------ | ------ | ------ | ------ |
| 4186   | 4416   | 4467   | 4072   | 3950   | 4658   | 4709   | 4590   |

source=1999年までLdh/EHESS/Cassini、2004年以降INSEE

## 名所
- シヤン洞窟 - シヤンとはイヌを意味する。低温の火山性ガスである、二酸化炭素を排出するモフェッタ（en）がある洞窟。人々にガスの発生を実証するため、かつてイヌを連れて洞窟に下りた。イヌが窒息してしまうので、人々は交互に入らねばならなかった。二酸化炭素は空気より重く、低いところにたまるのである。その後人々は屋外へ出て正常に呼吸ができた。現在でも、ロウソクの火はすぐ消えてしまうし、石鹸の泡が浮き上がってしまう。子供は大人よりも背が低くすぐにガスを吸ってしまうので、子供を歩かせて洞窟に入ることはできない。
- サン・レジェ教会 - ロマネスク様式。11世紀に要塞化された。かつてはモザック修道院の重要な小修道院の1つだった。
- サクレ・クール教会 - 新古典主義建築。
- タイユリー - 1899年、ジョゼフ・ダマルティが設立。工房にアメジスト、石英などをカットして売買していた。2004年にタイユリーは閉鎖され、2013年に売りに出された。
- ラ・マルキーズ・ド・セヴィニェ - 1898年創業のチョコレート専門店。20世紀初頭より、フランス国内から外国で販売されている。
- ロワイヤトニック・センター - ロワイヤ当局は温泉による活動を多様化し、オーヴェルニュ有数の温泉施設をつくった。2007年11月よりロワイヤトニック・センターが開業した[8]。
- 温泉 - ルージュ洞窟から湧き出す水は温泉水である。温度は28℃から30℃。ロワイヤトニック・センターは2箇所のリラクゼーション・スペースを観光客に提供している。屋内外の浴場、ジャグジー、バブルバス、カルダリウム、テピダリウム、フリギダリウム、香水風呂、マッサージジェット、2つのサウナとハマムがある。別の施設では顔とボディのマッサージが受けられる。

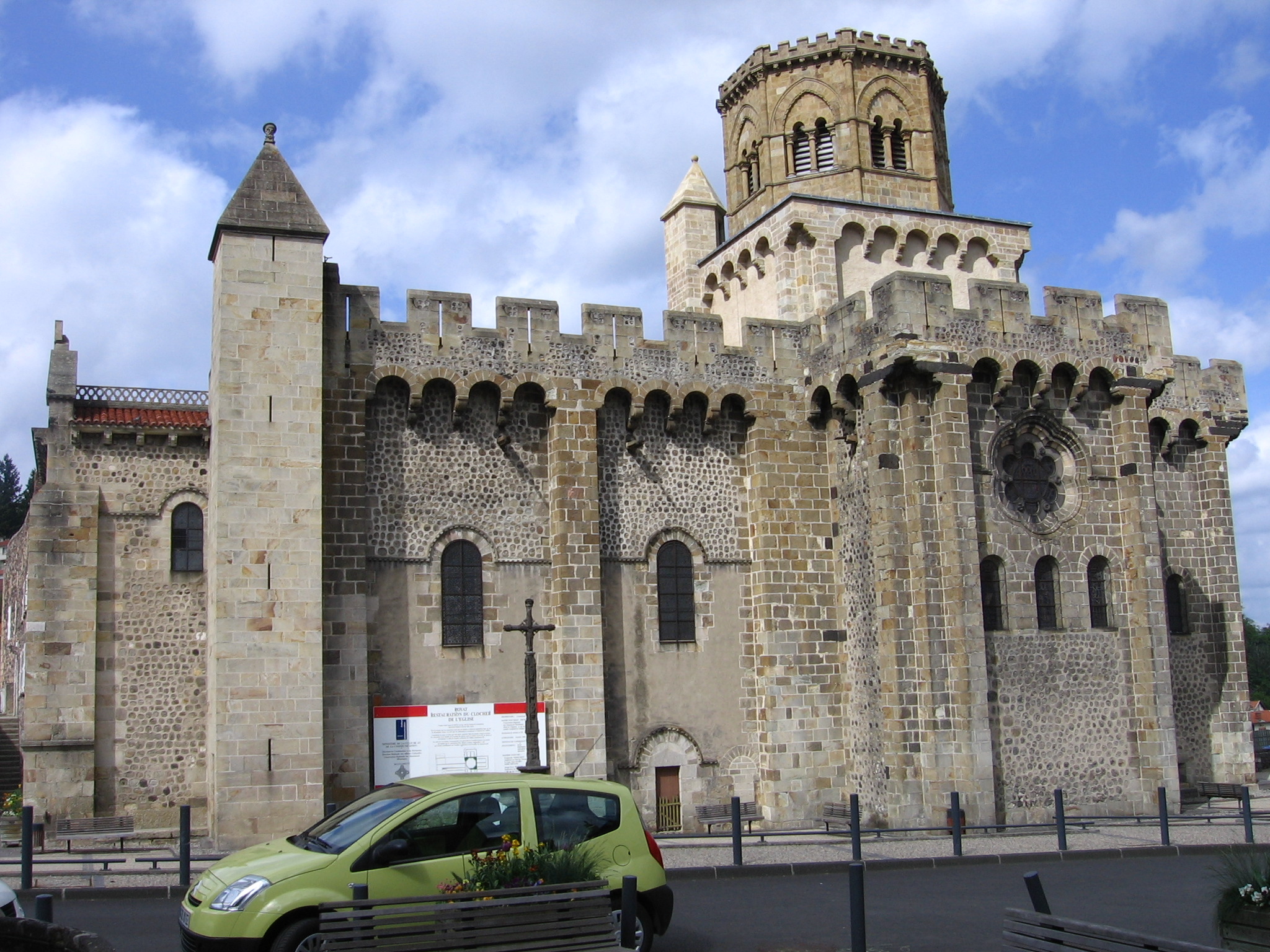
サン・レジェ教会
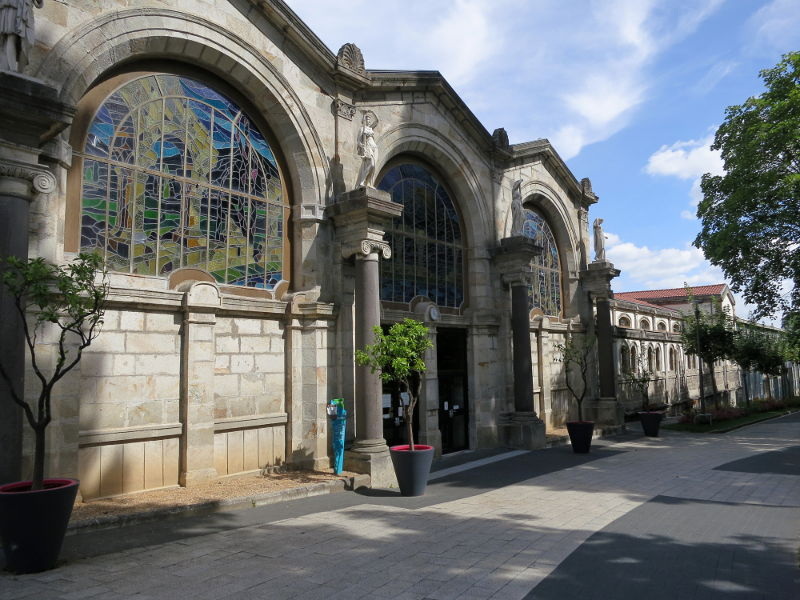
温泉
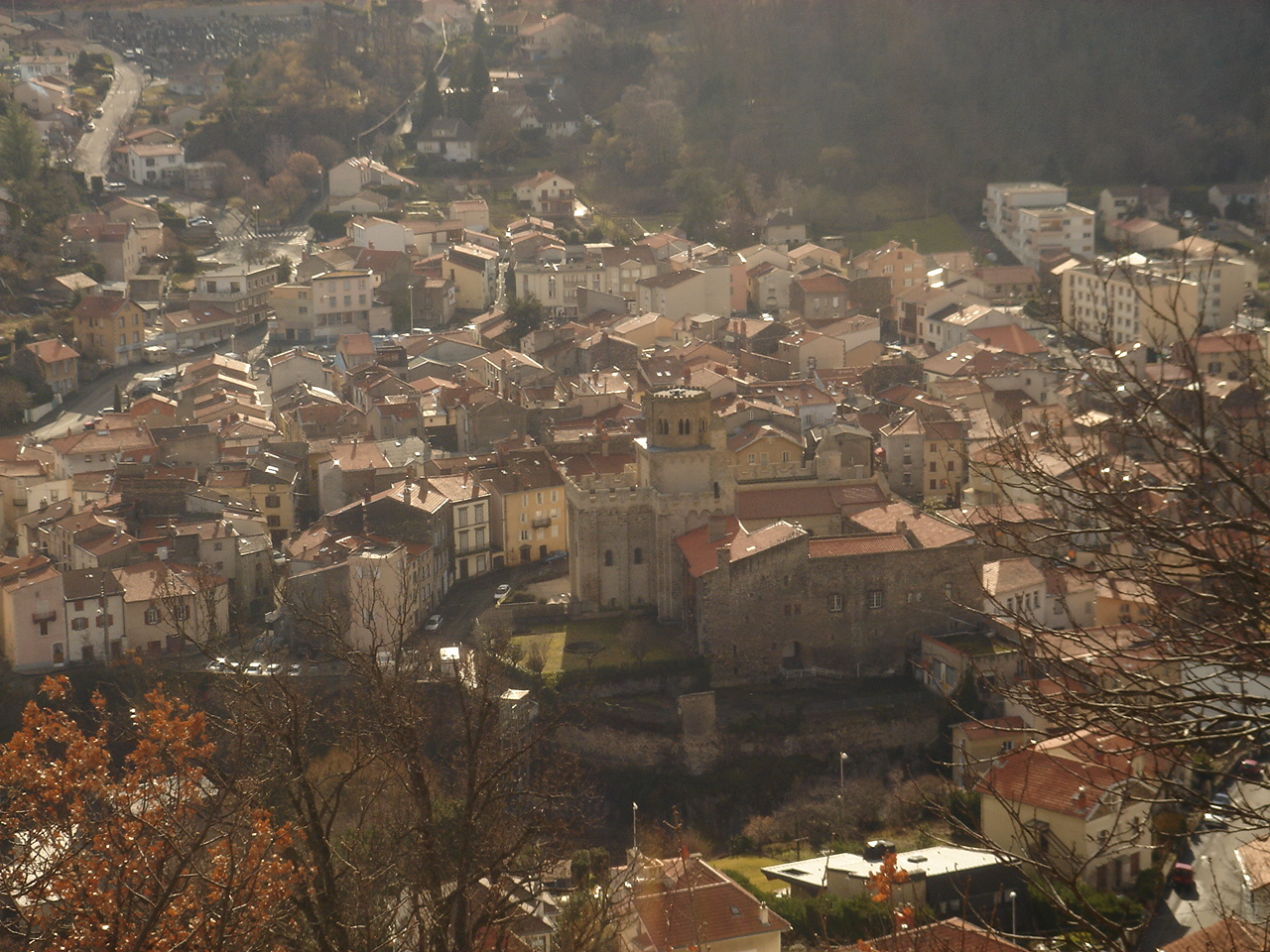
中心部